# Structure from motion
Structure from motion es una técnica de bajo coste que tiene sus orígenes en la comunidad de la visión por computador, método fácil de utilizar, para la obtención de datos de alta resolución en un rango de escalas, capaz de representar un objeto 2D a 3D con sólo unas cuantas fotografías desde diferentes puntos de vista.
Este tipo de representaciones, muy a menudo, se convierten en altos costes debido a que la recogida y adquisición de los datos puede ser muy complicada por la lejanía o inaccesibilidad en muchos lugares de campo. Otras plataformas como el escaneo láser terrestre o GPS suelen ser métodos más baratos pero poco prácticos y fiables.
En lugar de eso, se resuelven simultáneamente usando un procedimiento de ajuste basado en una base de datos de características, extraídas automáticamente a partir de un conjunto de múltiples imágenes superpuestas, donde derivan de un sensor de movimiento de una cámara.

## Método
A diferencia de los métodos tradicionales, las posiciones de la cámara de SFM no tienen la escala y la orientación proporcionada por las coordenadas necesarias del objeto a tratar.

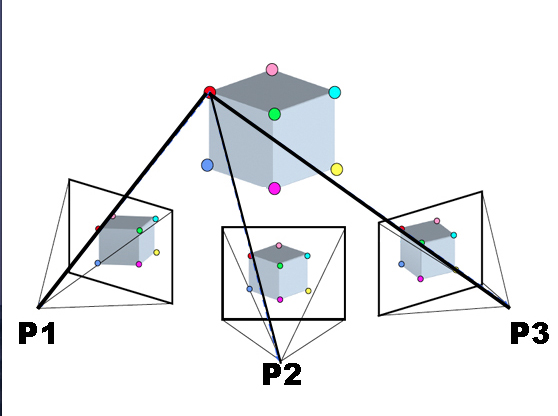
SFM

La etapa de procesamiento inicial, es la identificación de características en imágenes individuales que pueden ser usados para relacionarlas entre ellas mediante características comunes.

## Extracción de características y puntos claves
Una solución popular a este problema, es el sistema de extracción de características SIFT, este algoritmo identifica características en cada imagen que son invariantes en la escala, la rotación y los cambios en condiciones de iluminación, de esta manera, los puntos de interés, o 'puntos clave', se identificarán automáticamente en todas las escalas y localizaciones en cada imagen.
Por lo tanto, obtendremos una base de datos de puntos de interés entre todas las imágenes, que nos ayudarán a relacionarlas más tarde entre ellas.

### Observaciones a tener en cuenta
- El número de puntos clave en una imagen depende principalmente de la textura y la resolución de la imagen, de modo que las imágenes con altas definiciones, devolverán los mejores resultados.

- La disminución de la distancia entre la cámara y la característica de interés, aumentará así la resolución espacial de la fotografía.

- El requisito para la obtención con éxito de las características, es un mínimo de tres fotografías. Sin embargo, la obtención de la mayor cantidad de imágenes, es muy recomendable, ya que optimiza el número máximo de puntos y redundancia del sistema.

## Posicionamiento de la cámara
Especial atención se dará a la elección de la plataforma de adquisición. Por ejemplo, los sitios de pequeña escala con ángulos muy inclinados, es probable que sean más adecuados para un enfoque desde tierra en diferentes vistas, mientras que la fotografía aérea de baja altitud (LAAP) puede proporcionar una mejor cobertura sobre los lugares más grandes.
Al hacer las fotografías, se debe tomar especial atención a maximizar la superposición de las líneas básicas del objeto para poder obtener mejores resultados.

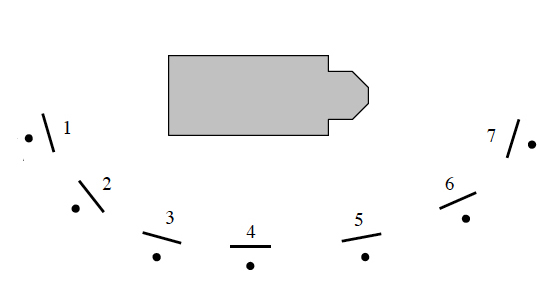
Posición cámaras

## Reconstrucción 3D
Tras la identificación y asignación de los puntos claves, habrá puntos, que en múltiples imágenes son coincidentes por un vecino más cercano aproximado, dando puntos que comparten características muy similares. Los que no cumplan con estos criterios serán descartados automáticamente.
Esto también será posible aplicar a objetos no estáticos, capturados involuntariamente o la eliminación de puntos que no sean de nuestro interés a la hora de la reproducción en 3D.
La completa automatización de este proceso, desde la extracción punto clave, la reconstrucción precisa de geometría de la escena, es una clara ventaja del método SFM sobre enfoques fotogramétricos digitales tradicionales.

## Aplicaciones
La técnica SfM ha sido ampliamente empleada en el campo de las geociencias y de la ingeniería. Por ejemplo, en el ámbito de la mecánica de rocas ha sido utilizada para obtener nubes de puntos 3D para determinar la orientación, espaciado, persistencia, apertura, y ondulación de las discontinuidades. También ha proporcionado resultados satisfactorios para la evaluación de la estabilidad de taludes rocosos, permitiendo llevar a cabo análisis cinemáticos e incluso cálculos de estabilidad a partir de la información derivada de las nubes de puntos obtenidas. La comparación de nubes de puntos 3D obtenidas mediante SFM en momentos diferentes también permite cambios producidos en la superficie del terreno, pudiendo ser aplicado para el estudio de desprendimientos de roca, volúmenes de acumulación en movimientos de ladera o espesores de hormigón proyectado en túneles o taludes

## Resumen
Con un mínimo de 3 fotografías tomadas desde diferentes puntos de vista de un objeto y sin saber la posición exacta, podemos reconstruir estas imágenes 2D a 3D por un coste mucho más económico que otras técnicas.
El procedimiento consistirá en la extracción de unos puntos en común de todas las fotografías tomadas mediante el algoritmo SIFT, que nos permitirá poder hacer una clasificación para reconstruir la imagen desde los diferentes puntos de vista posibles.
Softwares ya especializados, harán inmediatas las representaciones en 3D incluyendo en muchos casos, la textura y el color del objeto, haciendo incluso posible, la eliminación de alguna de las partes que no sean de nuestro interés.